# Мірсаїдов Шукурулла Рахматович
Шукурулла Рахматович Мірсаїдов (14 лютого 1939, місто Ленінабад, тепер місто Худжанд, Таджикистан — 2 листопада 2012, місто Ташкент, Узбекистан) — радянський узбецький державний діяч, голова Ради міністрів Узбецької РСР, віцепрезидент Узбекистану. Депутат Верховної ради Узбецької РСР. Член ЦК КПРС у 1990—1991 роках. Доктор економічних наук.

## Життєпис
Народився в родині робітника.
У 1955—1959 роках — студент Ташкентського фінансово-економічного інституту.
У 1959—1963 роках — економіст, старший економіст, начальник сектору Ташкентського обласного планового комітету.
Член КПРС з 1962 року.
У 1963—1964 роках — асистент кафедри Ташкентського інституту народного господарства.
У 1964—1971 роках — заступник голови Ташкентського обласного планового комітету; начальник управління виконавчого комітету Ташкентської обласної ради депутатів трудящих.
У 1971—1981 роках — голова Ташкентського міського планового комітету — заступник голови виконавчого комітету Ташкентської міської ради депутатів трудящих.
У 1981—1984 роках — заступник голови, 1-й заступник голови Держплану Узбецької РСР.
У 1984—1985 роках — начальник Центрального статистичного управління Узбецької РСР.
У 1985—1988 роках — голова виконавчого комітету Ташкентської міської ради народних депутатів.
7 грудня 1988 — 19 серпня 1989 року — завідувач соціально-економічного відділу ЦК КП Узбекистану.
3 серпня 1989 — 26 березня 1990 року — заступник голови Ради міністрів Узбецької РСР — голова Держплану Узбецької РСР.
26 березня — 1 листопада 1990 року — голова Ради міністрів Узбецької РСР.
1 листопада 1990 — 4 січня 1992 року — віцепрезидент Узбецької РСР (Республіки Узбекистан).
У 1992 році — державний секретар при президентові Республіки Узбекистан.
У 1992—1993 роках — представник Міжнародного фонду з приватизації та інвестиції іноземних капіталів.
Очолював незареєстровану партію «Адолат — Хак юлі», був лідером т.зв. «ташкентського клану».
У 1993 році Верховний суд Узбекистану виніс Мірсаїдову вирок, визнавши винним у зловживанні службовим становищем. Політика засудили до трьох років в'язниці загального режиму з конфіскацією майна, але звільнили від покарання у зв'язку з Указом президента Узбекистану про амністію у зв'язку з першими роковинами проголошення незалежності республіки.
У серпні 1993 року зазнав замаху — підірвано автомобіль, вижив випадково. Незабаром емігрував до Російської Федерації. У 1996 році повернувся до Узбекистану, влада дозволила йому зайнятися суспільно-політичною діяльністю.
У жовтні 1996 року очолив Координаційний центр опозиційних сил Узбекистану, куди увійшли «Бірлик», «Ерк», Союз вільної молоді та деякі інші організації. Був керівником «Товариства захисту прав людини». У 1997—1998 роках створив власну партію «Халк Юл Адолат» («Партія вірного шляху та справедливості»).
Помер 2 листопада 2012 в Ташкенті.

## Нагороди
- орден Трудового Червоного Прапора
- орден Дружби народів
- два ордени «Знак Пошани»
- медалі